# Capillipedium parviflorum
Capillipedium parviflorum là một loài thực vật có hoa trong họ Hòa thảo. Loài này được (R.Br.) Stapf mô tả khoa học đầu tiên năm 1917.

## Hình ảnh

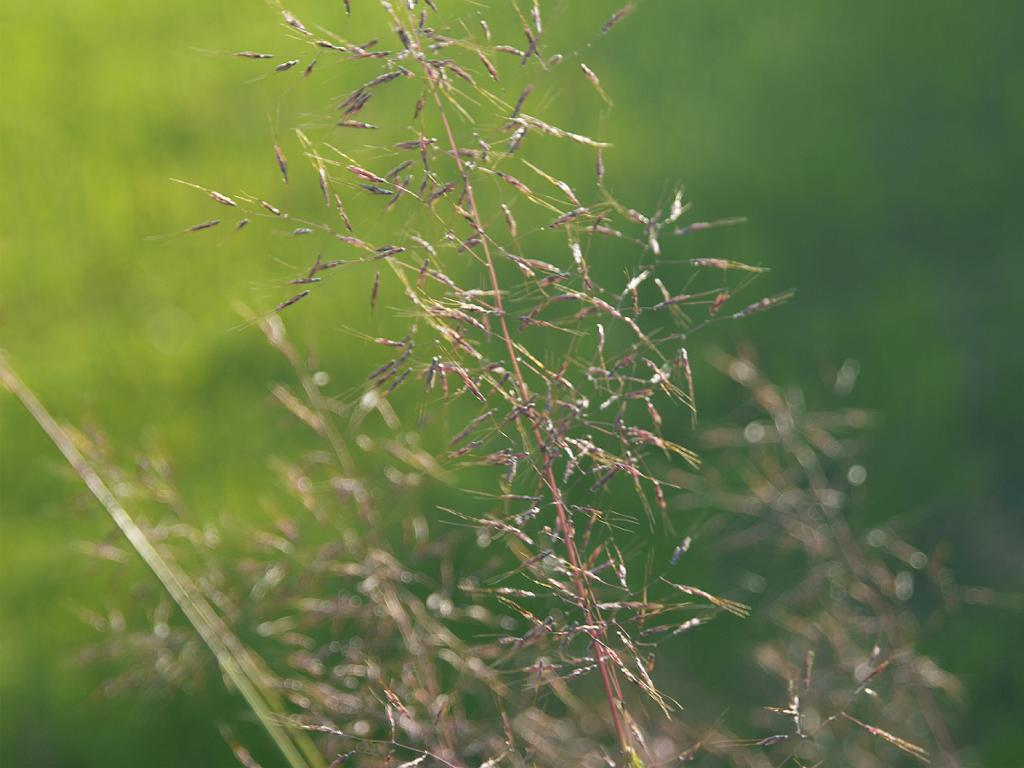
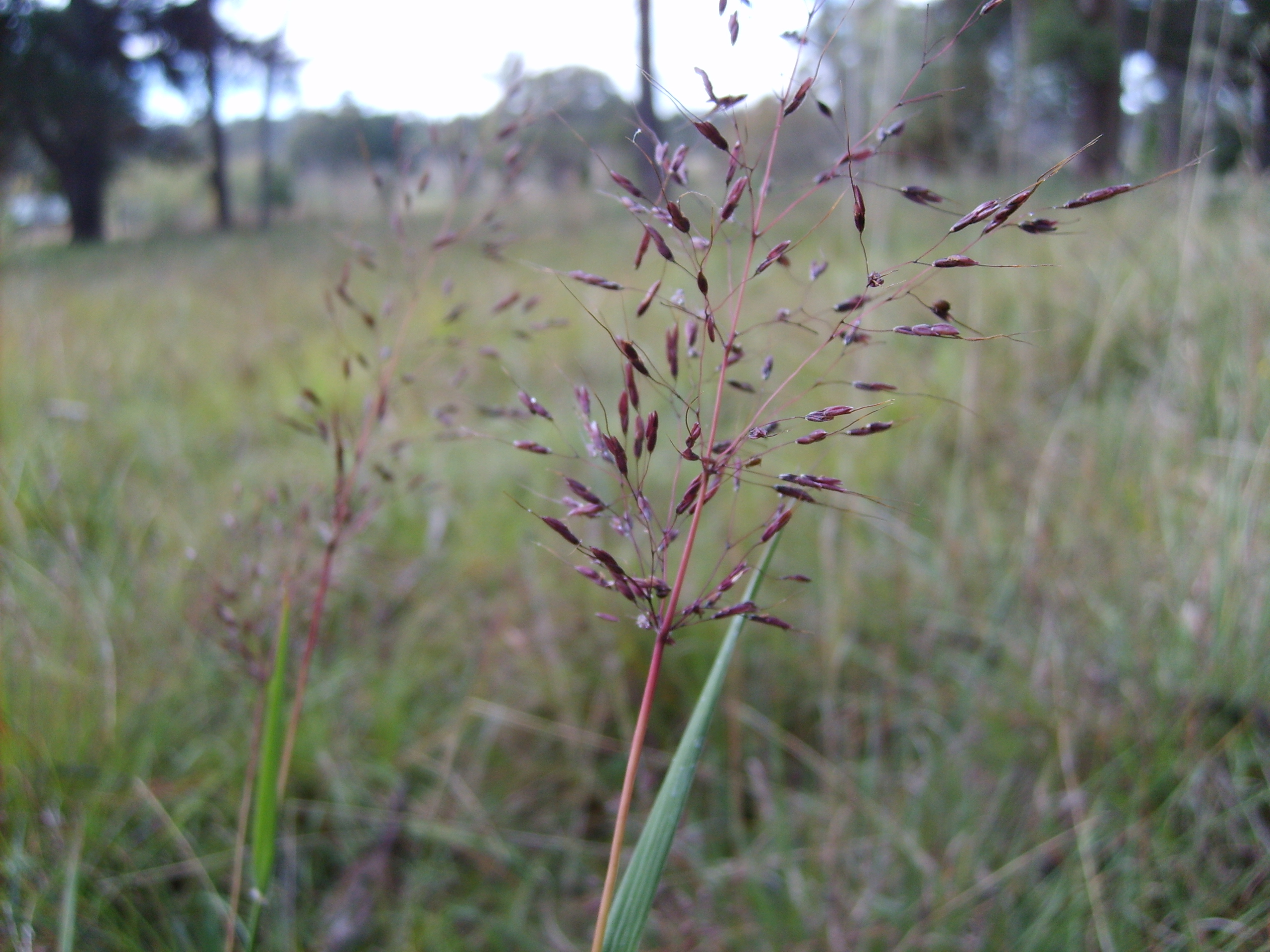